# Kreisarchiv Anhalt-Bitterfeld
Das Kreisarchiv Anhalt-Bitterfeld ist das kommunale Archiv des Landkreises Anhalt-Bitterfeld. 
Im Kreisarchiv werden Unterlagen von historisch bleibender Bedeutung zum Anhalt-Bitterfelder Kreis sowie seiner Gemeinden übernommen, gepflegt, erschlossen und zur Verfügung gestellt. Das Kreisarchiv dient unter anderem der Rechtssicherung sowie der wissenschaftlichen und insbesondere der historischen Forschung. In den Beständen und Sammlungen des Kreisarchivs befindet sich Archiv- und Sammlungsgut aus den ehemaligen Landkreisen Bitterfeld, Köthen, Anhalt-Zerbst und den „Splitterlandkreisen“ Roßlau sowie Loburg. Das Kreisarchiv definiert seinen Archivsprengel (Zuständigkeitsgebiet) nach verwaltungstechnischen Vorgaben, d. h. der Kreisgrenze. In diesen befinden sich acht Stadtarchive und zwei Gemeindearchive (Stand: November 2021).
Das Kreisarchiv Anhalt-Bitterfeld wurde zum 1. Juli 2007 nach Vereinigung der Landkreise Bitterfeld, Köthen und Anhalt-Zerbst und der damit verbundenen Zusammenlegung der Kreisarchive Bitterfeld, Köthen und Anhalt-Zerbst gebildet.

## Aufgaben und Benutzung
Das Kreisarchiv ist verantwortlich für die Bewertung, Archivierung und Bereitstellung von Verwaltungsunterlagen des Anhalt-Bitterfelder Landratsamtes. Es bietet zudem fachliche Unterstützung für Kommunen, entwickelt Recherchehilfen und stellt als Dienstleister für Bürger, Wissenschaftler und Behörden die wichtigen historischen Dokumente des Landkreises zur Verfügung. Das Kreisarchiv steht allen Interessierten offen. Archivalien können eingesehen und vervielfältigt werden. Die Bedingungen regelt die Satzung.